# Taksony magyar fejedelem
Taksony (latinul: Toxun, Taxis, görögül: Τάξις, Takszisz; 931? – 973?) magyar fejedelem a 10. század közepén. Zolta fejedelem fia, Árpád fejedelem unokája. Születésének, halálának és uralkodásának pontos ideje bizonytalan. Anonymus krónikája szerint Anno Domini 931-ben született. Pontosnak tekintett információnk van azonban arról, hogy Taksony a kalandozó hadjáratok idején, 947-ben egy itáliai hadjáratot vezetett. Ez inkább azt valószínűsíti, hogy 931-nél lényegesen korábban születhetett. Halálát a 960-973 közötti évek valamelyikére szokás tenni.

## Hatalomra kerülése
Minden jel arra mutat, hogy az Árpád halála utáni időszakban az Árpád-ház ereje hanyatlásnak indult. Az Árpád és Taksony közötti időszakból csak egyetlen fejedelem (Falicsi) nevét ismerjük hitelt érdemlő forrásból. Ez arra enged következtetni, hogy a 10. század első felében a fejedelmi hatalom visszaszorult, névlegessé vált. A hazai és külföldi források nem az Árpád-házi fejedelmekkel, hanem a kalandozó hadjáratok vezetőivel kapcsolatos híreket örökítették meg, így a kor fejedelmeiről kevés hiteles információ maradt fenn.
Taksonyról a kortárs Liudprand cremonai püspök tudósítása maradt ránk Antapodosis nevű munkájában a 947. esztendővel kezdődő eseményekhez kapcsolódóan, amikor a magyar csapatok Apulia és Otranto vidékéig nyomultak. Liudrand szerint ez idő tájt Taxis, a magyarok királya nagy sereggel jött Itáliába. Berengár király tíz mérő pénzt adott neki, de nem a saját pénzéből, hanem abból, amit az egyházaktól és a szegényektől begyűjtött... (Fordította Horváth János). 
Egy kései forrás szerint az augsburgi csatából megmenekült vezérek közül az egyik később „király” lett. Ezt az információt szokás Taksonyra vonatkoztatni és e szerint a fejedelemséget valamikor 955 után vehette át, lehetséges, hogy éppen a vereség egyik következményeként. 

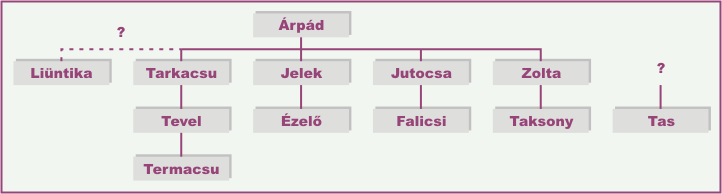
Árpád leszármazottai Bíborbanszületett Konstantin szerint

Bíborbanszületett Konstantin A birodalom kormányzása című művéből tudjuk, hogy 950 körül Fajsz (Falicsi) volt a fejedelem. Kizárólag ennek alapján feltételezik, hogy Taksony Fajsztól vette át a hatalmat.

## Uralkodása

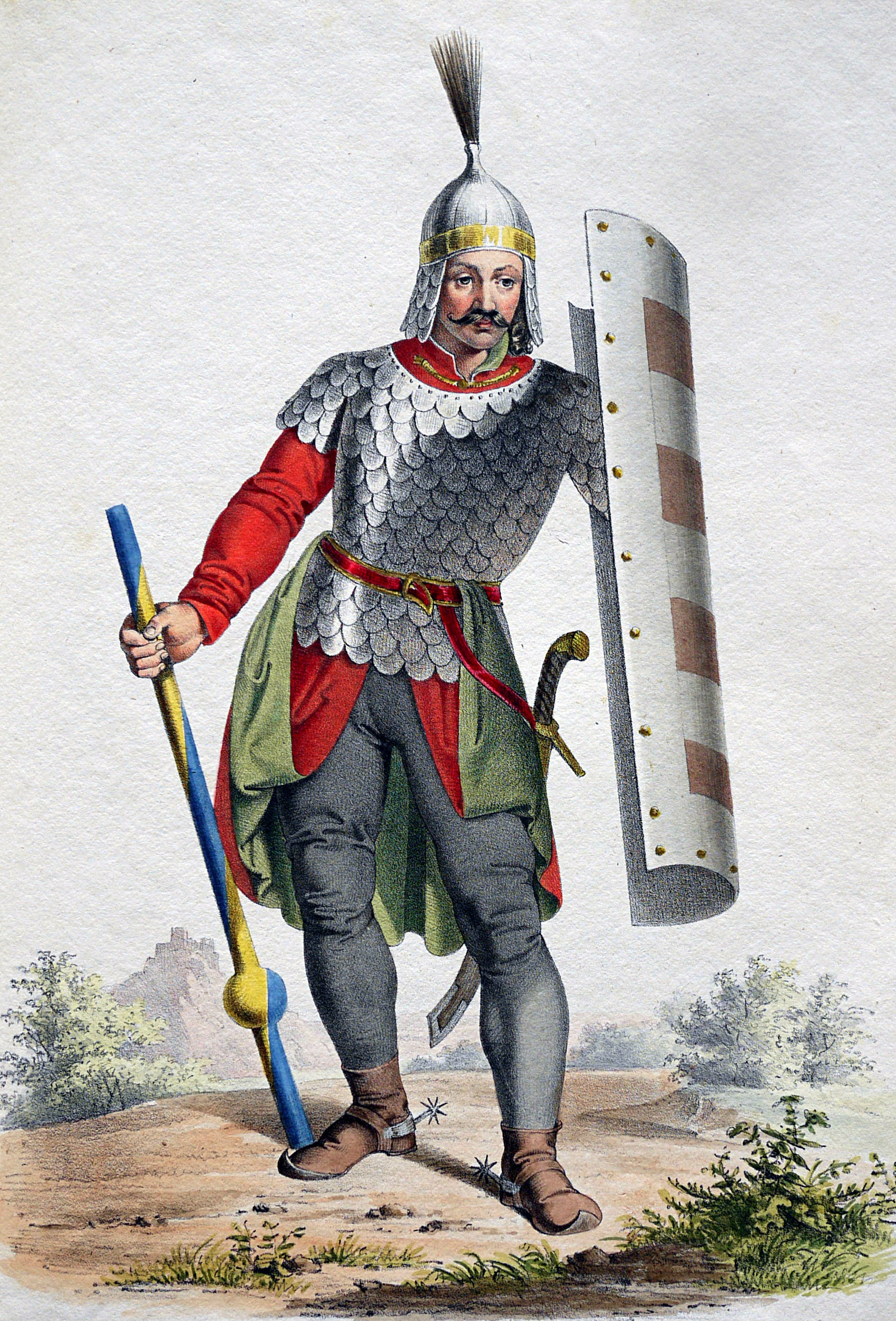
Taksony. Josef Kriehuber színezett litográfiája

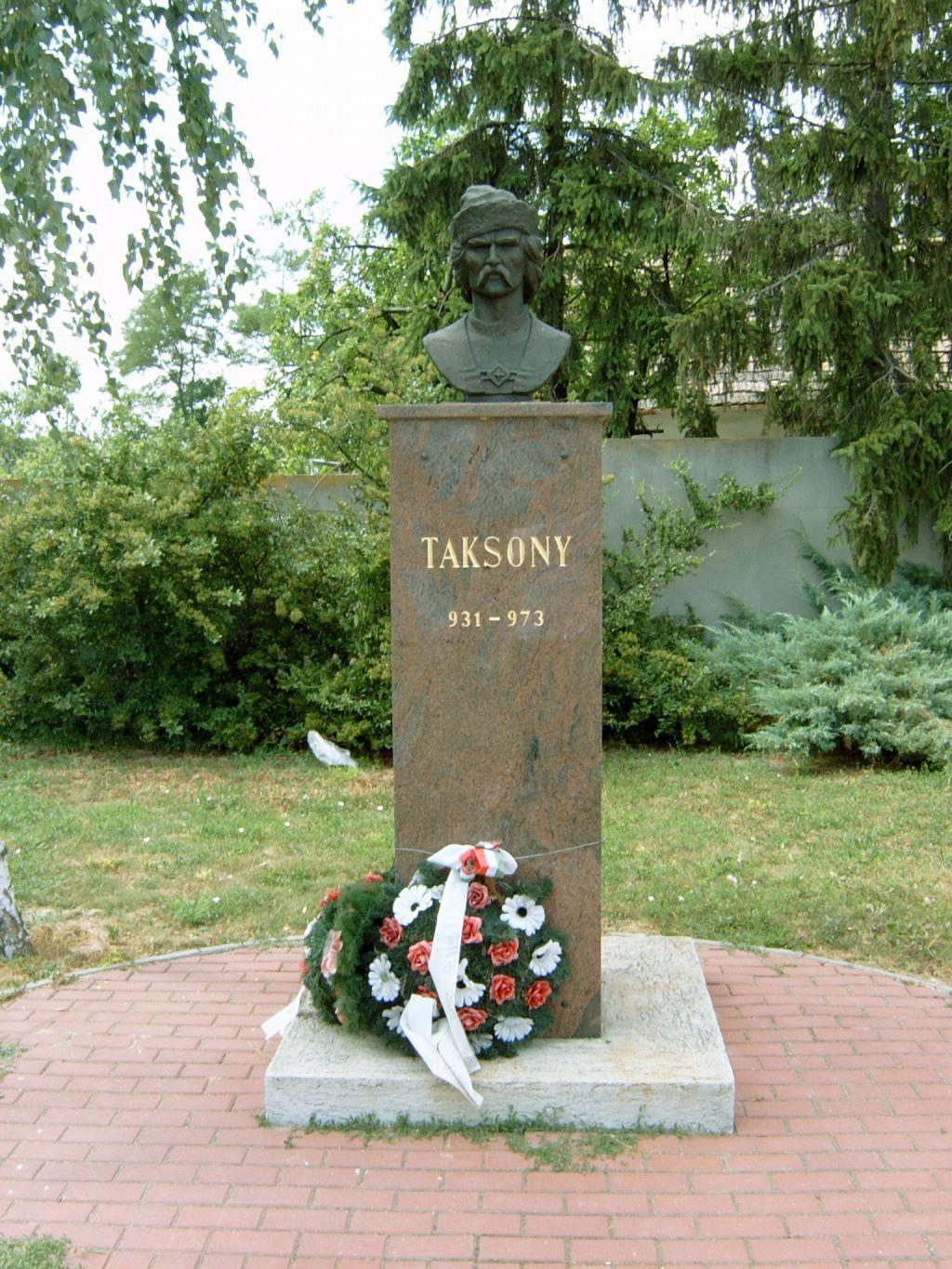
Taksony fejedelem szobra

Anonymus szerint „Zolta vezér fiának, Taksonynak feleséget hozott a kunok földjéről”. A kun népnév azonban a 10. században még nem volt használatos, így Taksonynak valamilyen keleti népből származó (kazár, besenyő, vagy volgai bolgár) felesége lehetett. A hagyomány két fiúgyermekük – Géza és öccse Mihály – nevét örökítette meg. Géza Taksony után fejedelem lett. Mihály életének körülményeiről semmit nem tudunk, azonban Szent Istvánon kívül Árpád-házi királyaink szinte mindegyike Mihály leszármazottja volt.
Amennyiben helytálló az a feltételezés, hogy Árpád halála után a főhatalom az Árpád nemzetség egyes ágai között öröklődött, akkor a legfiatalabb Árpád-fiútól származó Taksony halála után a nagyfejedelmi címnek át kellett volna kerülni a legidősebb fiú (Tarkacsu) ágára. Ez nem így történt, ezért feltételezni szokták, hogy Taksony volt az első, aki ezt az örökösödési szabályt megszegte és az a híradás, hogy Géza kezét „embervér szennyezte be”, az ennek következtében kitört belháborúkra utalhat.
Szintén feltételezés az, hogy Géza és Taksony között a hatalomváltás a 970-es évek elején történt. Az időpont felső határát az adja, hogy 973 húsvétján a quedlinburgi birodalmi gyűlésen már Géza fejedelem követei vettek részt. A Váradi Krónika szerint azonban Géza fejedelem „az úr megtestesülésének 963. évében […] az Isten utáni tisztelet gyarapodásáról kezdett gondolkodni.” Ezt a hírt megerősíti az a forrás, amely szerint a pápa 963-ban Zacheus személyében térítőpüspököt szentelt a magyarok számára. Ezek a híradások inkább arra engednek következtetni, hogy Taksony fejedelemsége már a 960-as évek első felében véget ért.
A mennybeli Istvánnak a hunok legősibb nemzetségéből született Taksony volt a nagyapja, apja Géza, nagybátyja Mihály, unokatestvére pedig Kopasz László és Vazul. Azt mondják, hogy Géza igencsak megutálta a szkíta vadságot, kezdett kilábalni a hunok pogány embertelenségéből, és azután sokkal engedékenyebbnek mutatkozott a külföldiek, mint a saját emberei iránt, tudniillik, hogy ne kelljen a magyarok fertőzött és szennyes lelkületét erőszakkal és fegyverrel kielégítenie, minden környező néppel övéi számára addig ismeretlen békét kötött.